# Севиньи, Хлоя
Хло́я Сти́венс Се́виньи (англ. Chloë Stevens Sevigny; род. 18 ноября 1974, Спрингфилд, Массачусетс, США) — американская актриса, модель и модельер.
Дебютировала в 1995 году в роли ВИЧ-инфицированной шестнадцатилетней девушки в скандальном фильме Ларри Кларка «Детки». Широкую известность получила в 1999 году благодаря роли в фильме Кимберли Пирс «Парни не плачут», за которую была номинирована на «Оскар» и «Золотой глобус» как лучшая актриса второго плана. Снимается главным образом в независимом кино.

## Биография
Хлоя Стивенс Севиньи родилась в городе Спрингфилд, Массачусетс, а выросла в городе Дарьен, Коннектикут. Её родители, мать Жанин Малиновски и отец Давид Севиньи, воспитывали девочку в строгой римско-католической манере. В 18 лет она переехала в Нью-Йорк, в собственную квартиру в Бруклине, и ещё до начала карьеры в кино получила известность как модель. В 1993 году её заметил в компании скейтеров менеджер журнала «Sassy», лицом которого вскоре она стала.
В начале 1990-х годов, живя в Нью-Йорке, Хлоя познакомилась с молодым сценаристом Хармони Корином. Дружба с ним привела её в картину «Детки», соавтором сценария которой являлся Корин. Севиньи сыграла девочку-подростка Дженни, которая узнает, что она — ВИЧ-инфицированная. Первоначально роль Дженни должна была играть профессиональная актриса Миа Киршнер, но продюсерам показалось, что Севиньи больше подходит на эту роль. За откровенное отображение подростковой сексуальности и употребления ими наркотиков этот фильм получил прокатный статус NC-17.
За этим последовала небольшая роль в режиссёрском дебюте Стива Бушеми «Под сенью крон» в 1996 году. В в фильме «Гуммо» 1997 года Хлоя выступила не только как актриса, но и как художник по костюмам. Фильм рассказывает о неблагополучной жизни обитателей провинциального городка, проблемах наркомании, психических заболеваний и мыслей о суициде. Картина была столь же спорной, как и дебют Севиньи, и также получила статус NC-17. В 1998 году снялась в триллере «Пальметто», где её партнёрами были Вуди Харрельсон и Элизабет Шу.
Затем последовала главная роль в фильме «Последние дни диско» режиссёра Уита Стиллмана. Картина подробно описывает взлёт и падение клубной культуры Манхэттена в начале 1980-х годов.
Севиньи также выступала в театре, снималась в клипе Бека «Gamma Ray» (Daft Arts Version). С 2006 года выпускает свою линию винтажной одежды.

## Личная жизнь
С 9 марта 2020 года Севиньи замужем за галеристом Синишей Маковичем, с которым встречалась два года до свадьбы. У супругов есть сын — Ваня Севиньи Макович (род. 2 мая 2020).

## Избранная фильмография
| Год       |    | Русское название                          | Оригинальное название             | Роль                          |
| --------- | -- | ----------------------------------------- | --------------------------------- | ----------------------------- |
| 1995      | ф  | Детки                                     | Kids                              | Дженни                        |
| 1996      | ф  | Под сенью крон                            | Trees Lounge                      | Дэбби                         |
| 1997      | ф  | Гуммо                                     | Gummo                             | Дот                           |
| 1998      | ф  | Пальметто                                 | Palmetto                          | Одетта                        |
| 1998      | ф  | Последние дни диско                       | The Last Days of Disco            | Элис Киннон                   |
| 1999      | ф  | Парни не плачут                           | Boys Don't Cry                    | Лана Тисдел                   |
| 1999      | ф  | Осленок Джулиэн                           | Julien Donkey-Boy                 | Пэрл                          |
| 2000      | ф  | Американский психопат                     | American Psycho                   | Джин                          |
| 2000      | тф | Если бы стены могли говорить 2            | If these walls could talk 2       | Эми                           |
| 2002      | ф  | На десять минут старше                    | Ten minutes older                 | имя персонажа неизвестно      |
| 2003      | ф  | Клубная мания                             | Party Monster                     | Гитси                         |
| 2003      | ф  | Догвилль                                  | Dogville                          | Лиз Хэнсон                    |
| 2003      | ф  | Коричневый кролик                         | The Brown Bunny                   | Дэйзи                         |
| 2003      | ф  | Афера Стивена Гласса                      | Shattered Glass                   | Кейтлин Эйви                  |
| 2004      | ф  | Мелинда и Мелинда                         | Melinda and Melinda               | Лорел                         |
| 2005      | ф  | Мандерлей                                 | Manderlay                         | Филомена                      |
| 2006      | ф  | Сломанные цветы                           | Broken Flowers                    | ассистентка Кармен            |
| 2006—2011 | с  | Большая любовь                            | Big Love                          | Николетта Грант               |
| 2007      | ф  | Зодиак                                    | Zodiac                            | Мелани                        |
| 2009      | ф  | Комната смерти                            | The Killing Room                  | мисс Райли                    |
| 2010      | ф  | Мой сын, мой сын, что ты наделал          | My Son, My Son, What Have Ye Done | Ингрид                        |
| 2010      | ф  | Мистер Ганджубас                          | Mr. Nice                          | Джуди Маркс                   |
| 2010      | ф  | Всё к лучшему                             | Barry Munday                      | Дженнифер Фарли               |
| 2012      | ф  | Лавлэйс                                   | Lovelace                          | Ребекка                       |
| 2012      | с  | Закон и порядок: Специальный корпус       | Low & order: Special Victims Unit | Кристин Хартвелл              |
| 2012      | с  | Распутье                                  | Hit & Miss                        | Мия                           |
| 2013      | с  | Портландия                                | Portlandia                        | Александра                    |
| 2014      | ф  | Джентльмен грабитель                      | Electric Slide                    | Шарлотта                      |
| 2012      | с  | Американская история ужасов: Психбольница | American Horror Story: Asylum     | Шелли                         |
| 2015      | с  | Родословная                               | Bloodline                         | Челси О'Бэннон                |
| 2015—2016 | с  | Американская история ужасов: Отель        | American Horror Story: Hotel      | Алекс Лоу                     |
| 2016      | ф  | Любовь и дружба                           | Love & Friendship                 | Алисия Джонсон                |
| 2017      | ф  | Золотые выходы                            | Golden Exits                      | Алисса                        |
| 2017      | ф  | Снеговик                                  | The Snowman                       | Сильвия Оттерсен/Ане Педерсон |
| 2018      | ф  | Месть Лиззи Борден                        | Lizzie                            | Лиззи Борден                  |
| 2018      | ф  | Положитесь на Пита                        | Lean on Pete                      | Бонни                         |
| 2019      | ф  | Мёртвые не умирают                        | The Dead Don't Die                | Минерва (Минди) Моррисон      |
| 2019      | ф  | Любовь слепа                              | Love Is Blind                     | Кэролин Краффт                |
| 2019      | с  | Притворство                               | The Act                           | Мел                           |
| 2019      | ф  | Квин и Слим                               | Queen & Slim                      | мисс Шеперд                   |
| 2020      | с  | Мы те, кто мы есть                        | We Are Who We Are                 | Сара Уилсон                   |
| 2022      | ф  | Целиком и полностью                       | Bones and All                     | Жанель                        |
| 2022      | с  | Девушка из Плейнвилля                     | The Girl from Plainville          | Линн Рой                      |
| 2024      | с  | Вражда: Капоте против лебедей             | Feud: Capote vs. The Swans        | Си Зи Гест                    |